# Magur
El Magur (MA-GUR = barco que la vuelta completa), es un tipo de embarcación mencionada en el mito de "Enki y el orden mundial", mito de la antigua mesopotamia. En este barco Enki solía dar paseos, en lugares donde no podía llegar con el Abzu.

## Enlaces
- Historia de la tierra

- Datos: Q9026941